# Делінешть
Делінешть, Делінешті (рум. Delinești) — село у повіті Караш-Северін в Румунії. Входить до складу комуни Пелтініш.
Село розташоване на відстані 334 км на захід від Бухареста, 17 км на північний схід від Решиці, 77 км на південний схід від Тімішоари.

## Населення
За даними перепису населення 2002 року у селі проживали 520 осіб, усі — румуни. Усі жителі села рідною мовою назвали румунську.